# Vaxoncourt
Vaxoncourt – miejscowość i gmina we Francji, w regionie Grand Est, w departamencie Wogezy.
Według danych na rok 1990 gminę zamieszkiwało 418 osób, a gęstość zaludnienia wynosiła 50 osób/km² (wśród 2335 gmin Lotaryngii Vaxoncourt plasuje się na 648. miejscu pod względem liczby ludności, natomiast pod względem powierzchni na miejscu 719.).